# جواو أرواخو (لاعب كرة قدم)
جواو أرواخو (الكورية: 주앙 파울루 다 시우바 아라우주) (بالبرتغالية: João Paulo da Silva Araújo) هو لاعب كرة قدم برازيلي وكوري الجنوبي، ولد في 2 يونيو 1988 في ناتال في البرازيل. لعب مع إنتشون يونايتد ونادي أيه بي سي ونادي بوتافغو لكرة القدم ونادي غوانغجو.

## وصلات خارجية
- جواو أرواخو على موقع دوري كوريا الجنوبية (الإنجليزية)
- جواو أرواخو على موقع قاعدة بيانات كرة القدم.إي يو (الإنجليزية)
- جواو أرواخو على موقع Soccerway.com (الإنجليزية)
- جواو أرواخو على موقع عالم كرة القدم.نت (الإنجليزية)